# Подусівка (зупинний пункт)
Поду́сівка — пасажирський зупинний пункт Київської дирекції Південно-Західної залізниці на електрифікованій змінним струмом лінії Чернігів — Семиходи між станціями Чернігів (2 км) та Жукотки (19 км).
Розташований у західній частині міста Чернігова Чернігівської міськради Чернігівської області. На зупинному пункті зупиняються приміські поїзди.